# Ivan Solovyov
Bản mẫu:Eastern Slavic name
Ivan Vladimirovich Solovyov (tiếng Nga: Иван Владимирович Соловьёв; sinh ngày 29 tháng 3 năm 1993) là một cầu thủ bóng đá người Nga. Anh thi đấu cho F.K. Dynamo Sankt Peterburg.

## Sự nghiệp câu lạc bộ
Vào ngày 31 tháng 10 năm 2012, anh thi đấu trận đầu tiên cho đội một Dynamo Moskva, có một bàn thắng trong chiến thắng 2-1 trước F.K. Khimki tại Vòng 16 đội Cúp bóng đá Nga 2012–13.
Anh có màn ra mắt tại Giải bóng đá ngoại hạng Nga vào ngày 4 tháng 11 năm 2012 cho F.K. Dynamo Moskva trong trận đấu với F.K. Krasnodar. On the next matchday ngày 10 tháng 11 năm 2012, he started the game for the first time in a match against F.K. Alania Vladikavkaz.
Anh gia nhập F.K. Zenit vào ngày 1 tháng 8 năm 2013, sau khi hợp đồng với Dynamo kết thúc.

## Danh hiệu
Zenit Sankt Peterburg
- Giải bóng đá ngoại hạng Nga: 2014–15